# Norra Kivu

Provinsen Norra Kivus läge i Kongo-Kinshasa.

Provinsen Norra Kivu i provinsuppdelningen före 2006 års konstitution.

Norra Kivu eller Nordkivu (franska: Nord-Kivu) är en provins i Kongo-Kinshasa. Dess huvudstad är Goma. Provinsen har 3 564 434 invånare (1998) på en yta av 59 483 km².
Provinsen gränsar i nordväst till provinsen Ituri, i väst till provinsen Maniema, i söder till provinsen Södra Kivu och i öst till Uganda och Rwanda.
Norra Kivu består administrativt av tre städer: Goma, Butembo och Beni, samt fem territorier: Beni, Lubero, Masisi, Rutshuru och Walikale. I provinsen ligger Virunga nationalpark, berömd för sina bergsgorillor.

## Historia
Norra Kivu fick först status som provins den 18 maj 1963, i samband med Kongokrisen, ur resterna av den styckade provinsen Kivu.
Kivu återförenades 1966 som en administrativ region. I denna utgjorde Norra Kivu en subregion (sous-région). Kivu delades igen 1988.
Under andra Kongokriget (1998–2003) ägde många strider rum i provinsen, och oroligheterna fortsatte under Kivukonflikten.